# Ельблонзьке воєводство
Ельблонзьке воєводство (пол. województwo elbląskie) — адміністративно-територіальна одиниця Польщі найвищого рівня, яка існувала у 1975—1998 роках.
Являло собою одну з 49 основних одиниць адміністративного поділу Польщі, які були скасовані в результаті адміністративної реформи Польщі 1998 року.
Займало площу 6103 км². Адміністративним центром воєводства було місто Ельблонг. Після адміністративної реформи воєводство припинило своє існування і його територія відійшла до Поморського та Вармінсько-Мазурського воєводств.

## Районні адміністрації
- Районна адміністрація у Бранево для міст Бранево, Фромборк, Млинари, Орнета, Пененжно та гмін Бранево, Фромборк, Лельково, Млинари, Орнета, Пененжно, Плоскіня, Вільчента;
- Районна адміністрація в Ельблонзі для міст Ельблонг, Криниця-Морська, Новий Двур-Ґданський, Пасленк, Толькмицько та гмін Ельблонґ, Ґодково, Ґроново-Ельблонзьке, Маркуси, Мілеєво, Новий Двур-Ґданський, Осташево, Пасленк, Рихлики, Стеґна, Штутово, Толькмицько;
- Районна адміністрація у Квідзині для міст Квідзин, Прабути, Ґардея, Садлінкі, Риєво, Суш, Кіселіце;
- Районна адміністрація у Мальборку для гмін Дзежґонь, Ліхнови, Мальборк, Міколайкі-Поморське, Мілорадз, Новий Став, Старе Поле, Старий Дзежґонь, Старий Тарґ, Штум та міст Дзежґонь, Мальборк, Новий Став i Штум.

## Міста
Чисельність населення на 31.12.1998
- Ельблонг – 129 782
- Квідзин – 39 560
- Мальборк – 39 256
- Бранево – 18 865
- Пасленк – 12 516
- Штум – 10 930
- Новий Двур-Ґданський – 10 462
- Орнета – 9837
- Прабути – 8125
- Дзежґонь – 5653
- Суш – 5600
- Новий Став – 3896
- Пененжно – 2975
- Толькмицько – 2766
- Фромборк – 2528
- Кіселіце – 2222
- Млинари – 1844
- Криниця-Морська – 1376

### Населення
| Рік  | Чисельність (тис. осіб) | Густота | Міське населення (тис. осіб) | Частка міського населення (%) |
| 1975 | 422,7                   | 69,26   | 227,2                        | 53,8                          |
| 1976 | 425,6                   | 69,74   | 231,9                        | 54,5                          |
| 1977 | 430,1                   | 70,47   | 237,1                        | 55,1                          |
| 1978 | 432,9                   | 70,93   | 248,1                        | 56,7                          |
| 1979 | 437,1                   | 71,62   | 252,5                        | 56,7                          |
| 1980 | 441,5                   | 72,34   | 252,4                        | 57,2                          |
| 1981 | 446,4                   | 73,14   | 257,2                        | 57,6                          |
| 1982 | 451,4                   | 73,96   | 261,4                        | 57,9                          |
| 1983 | 457,8                   | 75,01   | 265,7                        | 58,0                          |
| 1984 | 462,5                   | 75,78   | 271,0                        | 58,6                          |
| 1985 | 466,6                   | 76,45   | 274,0                        | 58,7                          |
| 1986 | 469,6                   | 76,95   | 278,6                        | 59,3                          |
| 1987 | 472,2                   | 77,37   | 282,3                        | 59,8                          |
| 1988 | 474,6                   | 77,77   | 289,0                        | 60,9                          |
| 1989 | 476,5                   | 78,08   | 292,4                        | 61,4                          |
| 1990 | 478,9                   | 78,47   | 295,8                        | 61,8                          |
| 1991 | 481,0                   | 78,81   | 300,2                        | 62,4                          |
| 1992 | 486,1                   | 80      | 302,8                        | 62,3                          |